# Boje o Sachalin (1905)
Obsazení ostrova Sachalin Japonci bylo poslední pozemní akcí rusko-japonské války a úplně posledním vojenským střetem této války vůbec. K vylodění japonských sil došlo na začátku července 1905 a spíš než o vojenskostrategický tah se jednalo o akci politickou. Japonci díky ní dostali ruskou stranu pod tlak před blížícími se mírovými rozhovory v americkém Portsmouthu. Obsazení Sachalinu skončilo s minimem obětí na konci července 1905 a celá válka následně mírem z Portsmouthu 5. září 1905. Ostrov Sachalin byl po válce rozdělen 50. rovnoběžkou na jižní japonskou a severní ruskou část.

## Předcházející události

### Historie ostrova před válkou

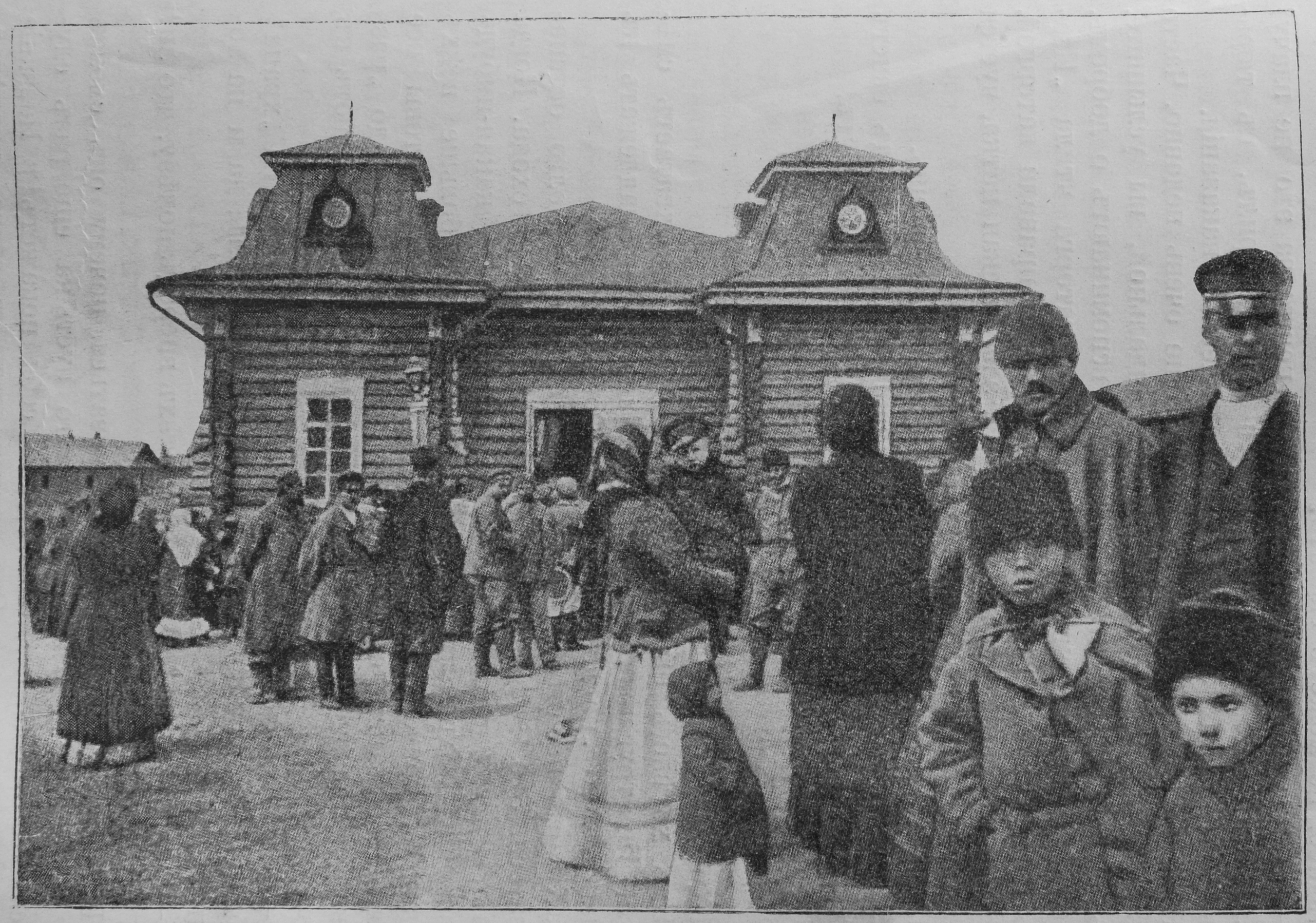
Ruští osadníci na Sachalinu v roce 1903

Již od 18. století začali o ostrov Sachalin jevit zájem jak Rusové, tak Japonci. V roce 1849 poslali Rusové na ostrov první vlnu osadníků a založili zde uhelné doly. Nastalou situaci uklidnila v roce 1855 Šimodská dohoda, která deklarovala, že obě národnosti mohou obývat ostrov (Rusové na severu a Japonci na jihu bez jasné hranice mezi nimi). Dva roky na to vznikla na severu ruská trestanecká kolonie a v roce 1875 postoupili na základě Petrohradské smlouvy Japonci celý ostrov Rusku výměnou za Kurilské ostrovy. Ruský dramatik A.P. Čechov navštívil v roce 1890 místní trestaneckou kolonii. Jeho zpráva z cesty popsala otřesný život vyhnanců v carské říši.

### Ostrov během rusko-japonské války

Sachalin a Kurilské ostrovy na dnešní mapě Ruska

V roce 1904 sice žilo na ostrově okolo 30 tisíc lidí, měla ale pověst nehostinného, izolovaného místa, kam se posílají političtí disidenti a zločinci. Rusové nepřisuzovali ostrovu žádnou strategickou hodnotu, takže do obrany ostrova nebyly investovány téměř žádné prostředky. S vypuknutím rusko-japonské války v únoru 1904 byli povoláni do zbraně všichni muži na ostrově. Carské síly se nakonec rozrostly na 7 tisíc mužů. Většinu ale tvořili místní rolníci, lovci a dočasně propuštění trestanci. Výcvik byl velmi pomalý a ještě umocněný tím, že výcvikoví důstojníci dorazili až v dubnu 1905.
V srpnu 1904 po neúspěšném vyplutí Tichomořské flotily z Port Arthuru do Vladivostoku (více: Bitva ve Žlutém moři) se podařilo křižníku Novik doplout na vlastní pěst až k Sachalinu. U Korsakova na jihu ostrova ho při nakládce uhlí dostihly japonské lodě Čitose a Cušima a v následné bitvě ho silně poškodily (více: Bitva u Korsakova). Vlastní posádka to pak poslala ke dnu.
Na konci května 1905 po totální porážce ruského námořnictva v bitvě u Cušimy zhasla i poslední naděje carského Ruska na zvrat ve válce. Dne 7. června 1905 se sešli americký prezident Theodore Roosevelt a japonský diplomat Kaneko Kentarō a shodli se na nátlaku, který měl v co nejkratší době dovést Rusy k jednacímu stolu. Japonci měli zabrat přímou součást ruské říše a přesvědčit cara Mikuláše II, že bez okamžitého jednání může ztratit mnohem víc než jen oblasti Mandžuska.
Japonské invazní jednotky vyčleněné pro akci čítaly na 14 tisíc mužů pod velením generála Kensae, které byly podporované čtyřmi chráněnými a čtyřmi obrněnými křižníky, čtyřmi loděmi pobřežní obrany, devíti torpédoborci a dvanácti torpédovými čluny.

## Bitva

### Boje na jihu
Ruský generál Ljapunov si byl vědom, že nemá šanci jih ostrova ubránit. Rozhodl se o rozdělení sil na pět částí, které by po úspěšném vylodění Japonců a ruském ústupu z pozic, pokračovaly v guerillovém boji ve vnitrozemí ostrova. Hlavní část sil (400 mužů) bylo posláno do Korsakova pod velení plukovníka Arciszewského. Korsakov disponoval i děly, které byly odmontovány z potopeného křižníku Novik a zabudovány do obranné linie. Ostatní čtyři oblasti měly po 150 – 200 obráncích.
První vlna Japonců se bez odporu vylodila 7. července 1905 mezi městy Aniva a Korsakov, druhá po zničení pozice pobřežního dělostřelectva u Korsakova. Pozemní bitva o Korsakov trvala 17 hodin a na jejím konci se ruské jednotky pod velením plukovníka Arciszewského musely stáhnout na sever. Dne 10. července padla vesnice Vladimirovka (dnešní největší město Sachalinu Južno-Sachalinsk). Zbytek ruských jednotek se ještě pokusil japonský útok zastavit, ale Rusové byli ve velké početní nevýhodě. Zbytek mužů pod velením plukovníka Arciszewského se stáhl do hornatého vnitrozemí ostrova, kde se 16. června 1905 nakonec vzdal. Z ostatních čtyř bojových skupin zasáhla do bojů pouze jediná, a to ta pod velením kapitána Bykova. Při boji s Japonci ztratila 54 mužů z celkového počtu 225.

### Boje na severu
V severní části ostrova mělo carské vojsko na 5 tisíc vojáků pod přímým velením generála Ljapunova. Dne 24. července 1905 se vylodili Japonci u města Alexandrovsk-Sachalinskij. Rusové tváří tvář přesile opustili město bez boje a stáhli se do vnitrozemí. Následně přijal generál 31. července japonskou nabídku ke složení zbraní.

### Výsledek bitvy

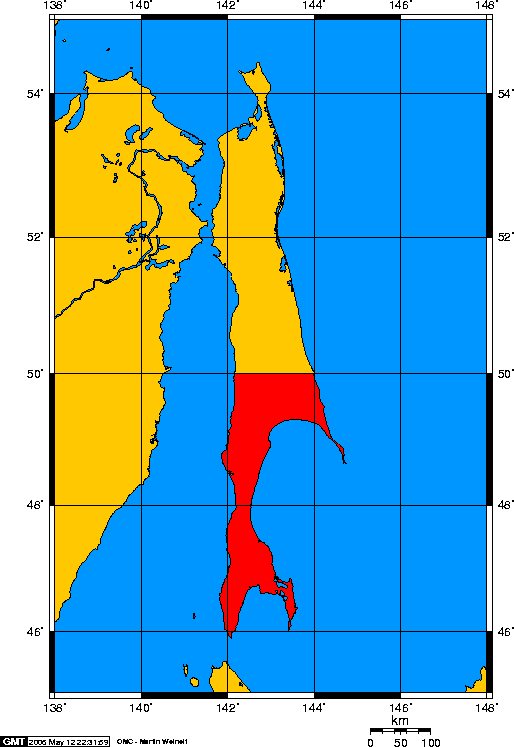
Poválečné rozdělení ostrova podle 50. rovnoběžky, červená část připadla Japonsku

Japonci dobyli Sachalin rychle s minimálními ztrátami. Ruské jednotky japonskému postupu příliš nevzdorovaly. Před bitvou byly poloviční a jejich akceschopnost ještě snižovala nízká morálka mužstva a téměř žádný vojenský výcvik. Ani velení ruských jednotek na Sachalinu se nemohlo opírat o velké bojové zkušenosti, jelikož generál Ljapunov byl v civilu právník a neměl dostatečný vojenský výcvik.

## Následné události
Po obsazení ostrova nabídl americký prezident Theodore Roosevelt zprostředkování míru, za což byl v roce 1906 oceněn Nobelovou cenou. Obě strany souhlasily a mírová jednání začala probíhat v Portsmouthu ve státě New Hampshire na začátku srpna 1905. Kromě placení válečných reparací se spor o Sachalin stal z jedním z nejkomplikovanějších bodů celé konference. Obě strany se nakonec dohodly na rozdělení ostrova na dvě části podél 50. rovnoběžky. Z jižní části ostrova se stala japonská prefektura Karafuto (Karafuto je japonský název pro Sachalin) s hlavním městem Tojohary (dnešní Južno-Sachalinsk). Severní část zůstala součástí Ruska s centrem v Alexandrovsku-Sachalinském. Tento stav trval až do konce druhé světové války, kdy v srpnu 1945 obsadila jih ostrova Rudá armáda. Ostrov pak byl po více než 40 letech sjednocen pod sovětskou vládou.
Zajímavostí je, že vrak chráněného křižníku Novik byl po válce Japonci vyzvednut a odtažen do loděnic v Jokosuce. V roce 1908 byl opět spuštěn na vodu pod jménem Suzuja a sloužil až do svého vyřazení v roce 1913.